# Slavia Orthodoxa
Slavia Orthodoxa (букв. «православная Славия») — название литературной общности православных южных и восточных славян, а также румын и молдаван, с IX века и до XVII-XVIII веков. Термин введён в 1958 году итальянским славистом Р. Пиккио и принят многими современными славистами. Параллельно со Slavia Orthodoxa существовала общность Slavia romana, в которую входили западные и часть южных славян (словенцы, хорваты). После раскола 1054 года Slavia Christiana  разделяется на Slavia Orthodoxa и Slavia Romana в последние годы  XI — начале  XII  века, хотя отчетливого размежевания православной сербской и католической хорватской культуры так и не произошло, сербохорватская культура сохранила своё фактическое надконфессиональное единство.
Существительное лат. Slavia относится к этноязыковой общности славян, как в германской и романской филологии используются термины лат. Germania и лат. Romania. Прилагательное лат. orthodoxa указывает на тип культуры славян. Теория Р. Пиккио подтверждается концепцией единого древнеславянского языка российского слависта Н. И. Толстого. Российский академик Д. С. Лихачёв в целом был близок концепции Р. Пиккио, но отдавал предпочтения понятиям с тем же содержанием: «культура-посредница» и «древнеславянская литература-посредница», имевшая единый язык и литературный фонд. В течение длительного времени наука изучала прежде всего оригинальную литературу: летописи, жития и другие жанры, написанные в национальной редакции церковнославянского языка. Теория Slavia Orthodoxa переносит акцент с национальной на наднациональную литературу.
Согласно Н. И. Толстому, появление двух историко-культурных миров славян —Slavia Orthodoxa (греко-славянский мир) и Slavia Latina (латино-славянский мир) относится ко времени изгнания учеников Кирилла и Мефодия из Моравии и Паннонии, а также разделения церквей в 1054 году. В последующем эти миры нередко пересекались: в частности, при восстановлении славянской литургии в Эмаусском монастыре Праги в 1344 году, деятельностью Юрия Крижанича в Русском государстве 1659—1676 годов. Общий для мира Slavia Orthodoxa славянский литературный язык на протяжении своей истории претерпел реформы, которые были нацелены на соблюдение или восстановление традиции: деятельность тырновской школы в XIV веке, Ресавской школы в XV веке, первое (XI века) и второе южнославянское влияние (XIV века) на Руси, книжная справа в России XVII века. Если языки Slavia Latina возникали независимо друг от друга на основе какого-то диалекта или языка-койне, то языки Slavia Orthodoxa расходились от единого церковнославянского языка первоначально в виде его редакций (изводов). В Новое время сербский, болгарский, македонский, украинский, белорусский языки порвали связь с древней церковнославянской традицией.